# Longmu
 (juin 2022).
La mise en forme du texte ne suit pas les recommandations de Wikipédia : il faut le « wikifier ».
Les points d'amélioration suivants sont les cas les plus fréquents :
- Les titres sont pré-formatés par le logiciel. Ils ne sont ni en capitales, ni en gras.
- Le texte ne doit pas être écrit en capitales (les noms de famille non plus), ni en gras, ni en italique, ni en « petit »…
- Le gras n'est utilisé que pour surligner le titre de l'article dans l'introduction, une seule fois.
- L'italique est rarement utilisé : mots en langue étrangère, titres d'œuvres, noms de bateaux, etc.
- Les citations ne sont pas en italique mais en corps de texte normal. Elles sont entourées par des guillemets français : « et ».
- Les listes à puces sont à éviter, des paragraphes rédigés étant largement préférés. Les tableaux sont à réserver à la présentation de données structurées (résultats, etc.).
- Les appels de note de bas de page (petits chiffres en exposant, introduits par l'outil «  Source ») sont à placer entre la fin de phrase et le point final[comme ça].
- Les liens internes (vers d'autres articles de Wikipédia) sont à choisir avec parcimonie. Créez des liens vers des articles approfondissant le sujet. Les termes génériques sans rapport avec le sujet sont à éviter, ainsi que les répétitions de liens vers un même terme.
- Les liens externes sont à placer uniquement dans une section « Liens externes », à la fin de l'article. Ces liens sont à choisir avec parcimonie suivant les règles définies. Si un lien sert de source à l'article, son insertion dans le texte est à faire par les notes de bas de page.
- La présentation des références doit suivre les conventions bibliographiques. Il est recommandé d'utiliser les modèles {{Ouvrage}}, {{Chapitre}}, {{Article}}, {{Lien web}} et/ou {{Bibliographie}}. Le mode d'édition visuel peut mettre en forme automatiquement les références.
- Insérer une infobox (cadre d'informations à droite) n'est pas obligatoire pour parachever la mise en page.

Pour une aide détaillée, merci de consulter Aide:Wikification.
Si vous pensez que ces points ont été résolus, vous pouvez retirer ce bandeau et améliorer la mise en forme d'un autre article.
Dans la mythologie chinoise, Longmu (mandarin simplifié : 龙母; mandarin traditionnel : 龍母; pinyin : lóng mǔ; « Mère des Dragons ») ou Lung Mo en cantonais, est une femme chinoise déifiée après avoir élevé cinq dragons. Longmu et ses dragons sont devenus des exemples de piété filiale et d'amour parental, vertus importantes dans la culture chinoise. 

## Légende

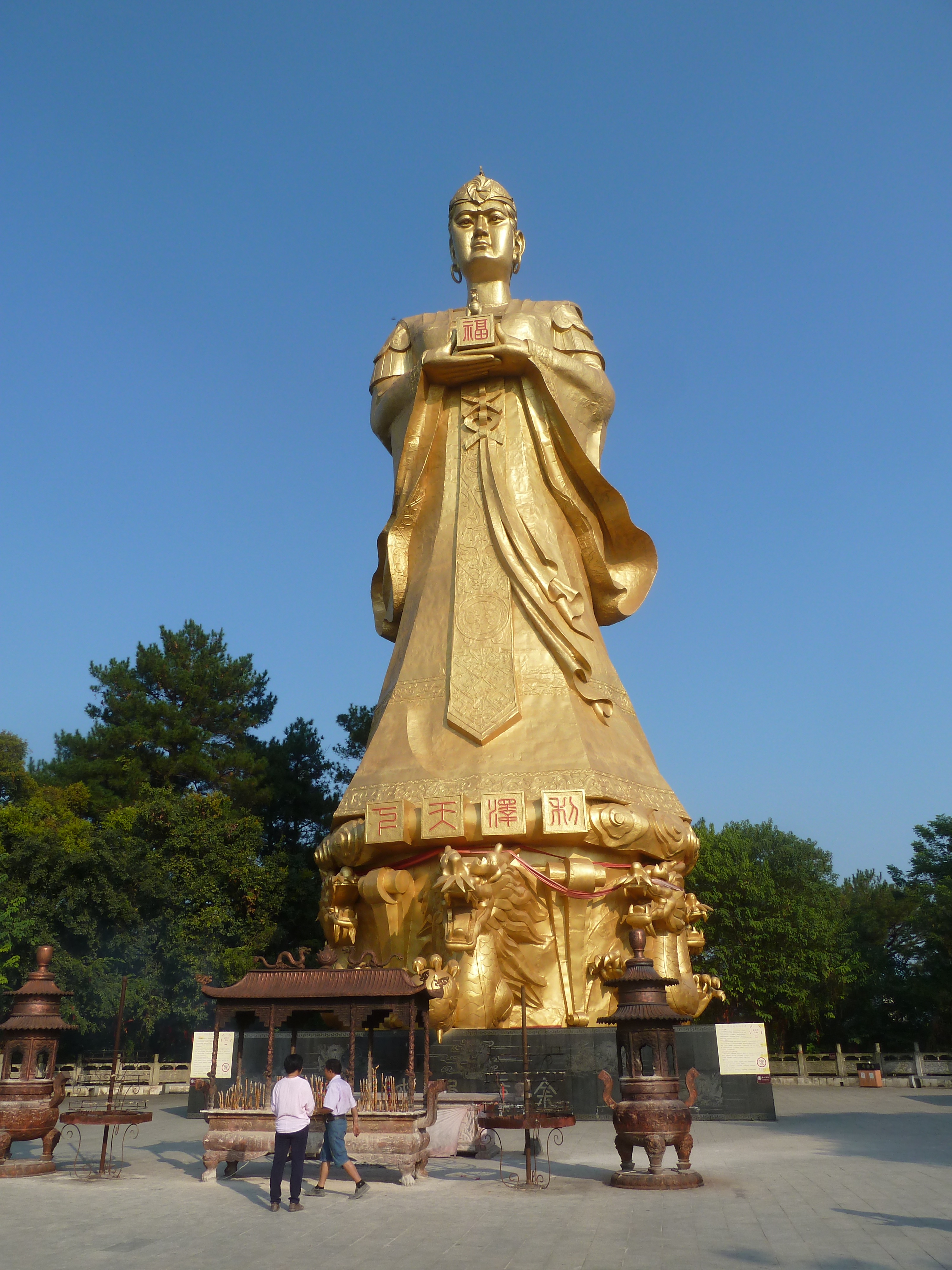
Statue de Longmu et de ses dragons

Le nom historique de Longmu est Wēn Shì (溫氏). Elle est née en 290 av. J-C (pendant la dynastie Qin), dans la province de Guangdong, près du fleuve Xi (西江). Sa famille est issue du xian de Teng, dans la province du Guangxi. C'était la deuxième des trois filles de Wen Tianrui (溫天瑞) et Liang Shi (梁氏).  
Wen Shi se rendait fréquemment au fleuve Xi pour pêcher ou laver le linge. Un jour, elle trouve sur les berges du fleuve une grosse pierre blanche qu'elle rapporte chez elle. Quelque temps plus tard, elle découvre que la pierre est en fait un œuf duquel sortent cinq bébés serpents (une variante n'en mentionne qu'un seul). Malgré la pauvreté dans laquelle se trouve sa famille, Wen Shi garde les meilleurs morceaux de nourriture pour ses bébés serpents et les nourrit à la main. En grandissant, les serpents aident Wen Shi à pêcher dans le Xi : les serpents sont des nageurs naturels, très doués pour attraper des poissons.  
Les serpents se transforment finalement en cinq puissants dragons. Dans la culture chinoise, les dragons sont considérés comme des esprits de l'eau, capables de contrôler la météo. Alors qu'une sécheresse frappe le pays, Wen Shi demande à ses enfants dragons de faire tomber la pluie sur son village, ce qu'ils font. Les villageois reconnaissants donnent alors à Wen Shi le nom de "Mère des Dragons" (龍母) ou de "Humain Divin" (神人). 
Qin Shi Huang, premier empereur de la dynastie Qin, entend parler de Wen Shi et de ses dragons. Il lui envoie des cadeaux d'or et de jade et requiert sa présence à Xianyang, la capitale impériale, située près du Fleuve Jaune, loin dans le nord. Wen Shi est alors une vieille femme à la santé fragile ; les dragons craignant pour sa sécurité refusent qu'elle fasse un aussi long voyage. Wen Shi s'embarque quand même à bord d'un bateau pour obéir à l'Empereur, mais les dragons se cachent dessous et tirent le bateau dans la direction opposée, l'empêchant ainsi de passer Guilin. Finalement, les officiers impériaux abandonnent leur demande et autorisent Wen Shi à rester dans son village. 
A la mort de Wen Shi, les dragons sont submergés par le chagrin et décident de prendre forme humaine : connus sous le nom des Cinq Erudits (五秀才), ils l'enterrent sur le versant nord de la Montagne Zhu (珠山).

## Culte
Tous ceux qui entendirent parler de l'histoire de Longmu furent touchés par la piété filiale des dragons. 

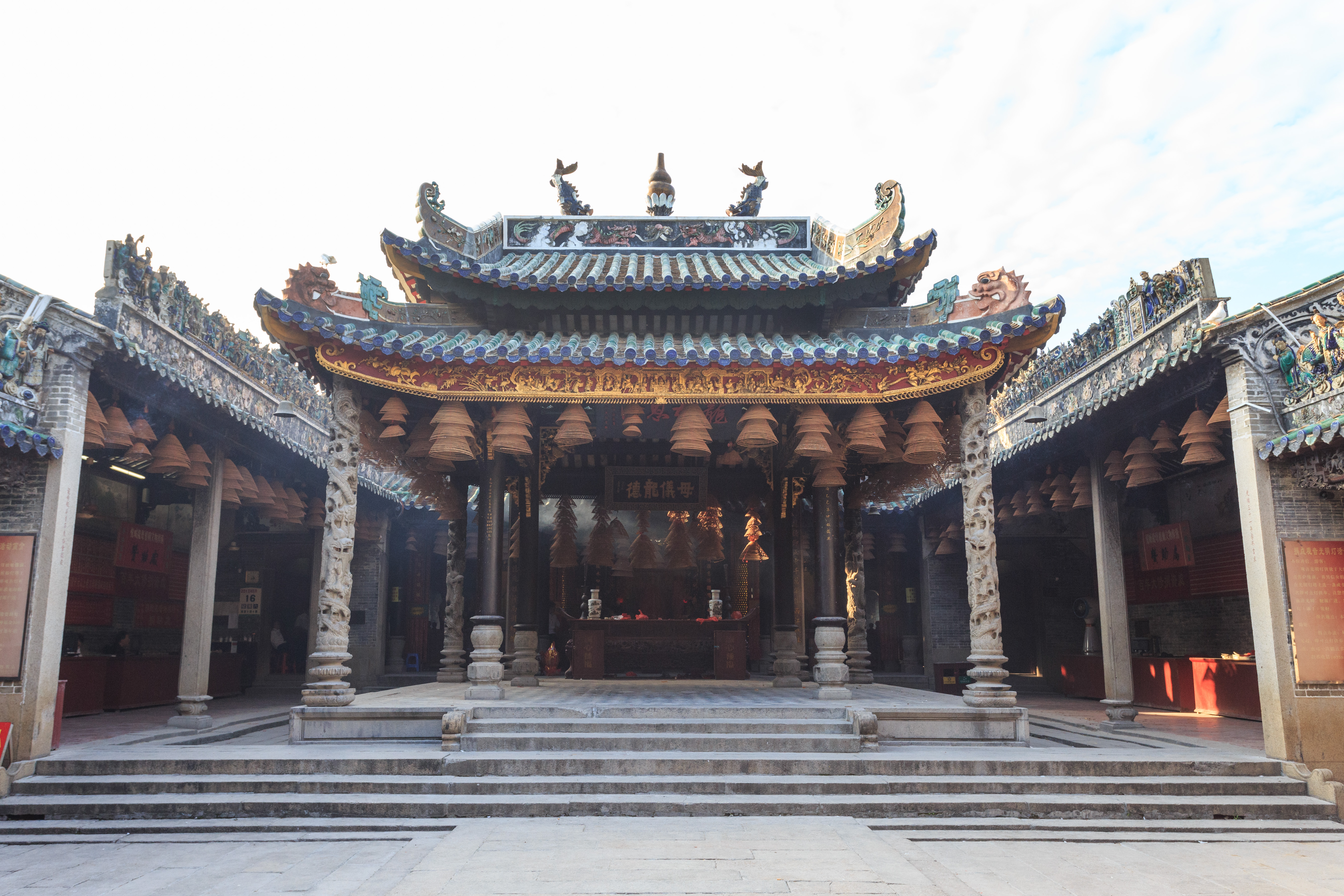
Temple de Yuecheng

Durant la dynastie Han, le Temple Xiaotong (孝通廟), plus tard connu sous le nom de Temple Ancestral de Longmu (龍母祖廟), fut construit en son honneur ; il est situé à Yuecheng, dans le xian de Deqing, dans la province de Guangdong. On y trouve des inscriptions calligraphiques dédiées à la déesse, écrites par l'Empereur Hong Wu de la dynastie Ming. Le temple est toujours très populaire et a été rénové 13 fois au cours des siècles (les rénovations les plus récentes datant de 1905-12 et 1985). 
Le Temple Baisha à Zhaoqing, sur la rive nord du Xi (province de Guangdong), est aussi dédié à Longmu. Construit en 1587, il n'est pas aussi bien conservé que le Temple Xiatong. La cité l'a déclaré "site culturel" en 1982. 
Le festival de Longmu a lieu la première semaine du cinquième mois du calendrier lunaire chinois. Longmu est la déesse protectrice des parents et des enfants ; elle reste populaire à travers toute la Chine. 

### Hong Kong
A Hong Kong, plusieurs temples sont dédiés à Lung Mo (nom cantonais de Longmu). 
Note : une réévaluation des bâtiments historiques est actuellement en cours sur l'ensemble du territoire hongkongais. Les statuts indiqués dans le tableau sont basés sur la mise à jour du 12 décembre 2019. Les temples "non listés" n'apparaissent pas dans la liste des bâtiments historiques évalués.  
| Emplacement                                                         | Notes | Statut                   | Photos |
| ------------------------------------------------------------------- | --- | ------------------------ | ------ |
| Temple Yuk Hui ou Temple Wan Chai Pak Tai, Lung On Street, Wan Chai | Hall de Lung Mo (龍母殿) Le bâtiment principal du Temple Yuk Hui est consacré au culte de Pak Tai ; le hall de Lung Mo est à gauche du bâtiment principal. Il abrite les déesses Lung Mo, Fat Mo et Tin Hau. Construit dans les années 1910 ou antérieures. Le festival de Lung Mo est célébré le 8e jour du 5e mois lunaire. | Déclaré (Temple Pak Tai) |        |
| No. 49 Ha Heung Road, To Kwa Wan                                    | Construit en 1885, adjacent au Temple Tin Hau Le temple abrite la statue de Lung Mo, transférée ici en 1964, après que le temple de l'île Hoi Sham a été détruit à la suite d'une création de terre-pleins. Pris en charge par le Comité Chinois des Temples. L'intérieur du temple peut être visité via Google Street View.  | Rang III                 |        |
| Lo Wai (老圍), district de Tsuen Wan                                | Temple de Lung Mo, Tsuen Wan (上角山龍母佛堂, 荃灣龍母廟) | Non listé                |        |
| Peng Chau                                                           | Temple de Lung Mo (坪洲龍母廟) ou Yuet Lung Sing Yuen (悅龍聖苑) | Non listé                |        |

## Culture populaire
L'intrigue du manga Akatsuki no Yona est basée sur la légende de Longmu. 

## liens externes
- Comprehensive Feasibility Study for the revised scheme South East Kowloon Development, EIA Report, 12.7 Proposed Mitigation Measures
- Antiquities Advisory Board. Building Appraisal. Tin Hau Temple, No. 49 Ha Heung Road, To Kwa Wan